# Свети Йоан Кръстител (Валета)
„Свети Йоан Кръстител“  (на малтийски: Kon-Katidral ta’ San Ġwann; на английски: St. John's Co-Cathedral; на италиански: Concattedrale di San Giovanni) е римокатолически християнски храм, разположен в столицата на Малта – Валета. Има статут, равен с този на архиепископската катедрала „Свети Павел“ в старата столица Мдина, и затова се нарича конкатедрала (съкатедрала). Построен е през XVI век като монашеска църква за нуждите на ордена на рицарите хоспиталиери, наричани още малтийски рицари. Храмът е посветен на Свети Йоан Кръстител, който е патрон на ордена. В сградата са погребани около 400 членове на ордена, чиито надгробни плочи, изпълнени като цветни каменни пана, са сред основните художествено-исторически богатства на Малта. Тук се намира и специално нарисуваната за пристроения параклис картина „Обезглавяването на Свети Йоан Кръстител“ от живелия в Малта италиански художник Караваджо. Катедралата е обявена за уникален паметник със световно културно и историческо значение, като част от груповия паметник Валета.

## История

### Малтийските рицари
След историческата победа над османските турци при Голямата обсада на острова от 1565 година, орденът на хоспиталиерите продължава укрепването на Малта с цел превръщането ѝ в непревземаема крепост. Започва изграждането на Валета, която по-късно става новата столица на държавата. В центъра на този мащабен строеж рицарите запазват място за своя нова монашеска църква. Дотогава те използват енорийската църква „Свети Лаврентий“ в Биргу, наричан още Виториоса – единият от „трите града“ в югоизточната част на Големия залив, където орденът се настанява първоначално.
Проектът за храма е възложен през 1572 година от великия магистър Жан дьо ла Касиер. Със задачата се заема малтийският архитект Джероламо Касар (Глорму Касар), чието дело са голяма част от сградите и съоръженията на Валета. Сградата е завършена през 1577 година. Архитектурният план се състои от главен кораб и странично подредени параклиси (капели), посветени на различните националности (езици) на рицарите. Подредбата е извършена по съществуващото тогава старшинство. Френската, италианската и арагонската капели, бидейки с най-много и изтъкнати представители в ордена, са разположени най-близко до олтара. От балкона над главния портал са представяни новоизбраните велики магистри. Като обичай, те хвърляли златни монети на хората, събрали се на площада отпред и чакащи новината. През последващото „бароково столетие“ интериорът на църквата е пищно украсен с пари, дарени от отделни рицари. В обичай се превръща и връчването на скъп дар на ордена и църквата му от встъпващите в длъжност велики магистри.

### Наполеон и англичаните
В края на XVIII век настъпва краят на властта на хоспиталиерите над Малтийския архипелаг. На 12 юли 1798 година те неохотно предават островите на генерал Наполеон Бонапарт. През този период са изнесени много от ценностите в „Свети Йоан Кръстител“, изработени от масивно сребро, както и реликви, поставени при главния олтар и в страничните капели.
Французите се задържат в Малта само две години. През 1800 година те капитулират пред англичаните и властта над архипелага е поета от британски губернатор. Той придобива изключителните права на рицарите, включително и „Св. Йоан Кръстител“. Независимо че са в нещо като изгнание, както самият орден нарича този период, през 1816 година рицарите все пак успяват да получат катедрален статут за своята църква. Тъй като по правило всяка епархия има право само на един храм с ранг на катедрала, а такъв за малтийската архиепископия е „Свети Павел“ в Мдина, то църквата „Свети Йоан“ става конкатедрала. Това става възможно благодарение на репутацията, която хоспиталиерите имат по това време във Ватикана – двама от великите магистри стават папи.

### Назаритяните
През XIX век френската капела става основен прицел на назаренския фанатизъм – движение, стремящо се към реформа в християнското изкуство. Назаритяните опитват да премахнат следите на предходния късен барок, наречен цъфтящ. Катедралата е поверена на Джузепе Хайзлер (1787 – 1858), който е местният лидер на движението. С реформаторско усърдие той се заема с френската капела, започвайки с премахване на един от богато декорираните олтари. Под негово ръководство се подготвя дори и промяна на надгробните плочи в капелата. Силният протест на обществеността обаче кара властите да спрат набезите на назаритянската група, макар че вече са нанесени поражения на плочата на великия магистър де Рохан.

### ХХ век
През 1941 година, в разгара на Втората световна война, катедралата пострадва сериозно от бомбардировките на Валета. Най-значително е засегната лоджията към „Улицата на Търговците“. Храмът замалко се разминава с пълното унищожение. Съдържанието на катедралата е предварително преместено на сигурно място в очакване на по-добри времена.
След като Малта получава независимост от Великобритания през шестдесетте години на XX век, тронът на малтийския епископ е поставен на мястото, някога предвидено за великите магистри и техните наследници британските губернатори.
Днес катедралата е място за провеждане също и на културни събития и концерти. Сградата е сред популярните атракции за посетителите на Малта. Администрира се от Фондацията „Конкатедрала Свети Йоан“, създадена през 2001 година.

## Архитектура
Катедралата е построена по проект на архитекта Джероламо Касар, наричан Строителя на Валета. Сградата е от базиликален тип с главен кораб (неф) с широчина 15 метра и дължина 53 метра. По протежение на двете страни на кораба са разположени сепарирани капели (олтари). Осем от тях са посветени на основните народности и говорими езици на рицарите от ордена на хоспиталиерите. Между Прованската и Англо-Баварската капела, в лявата част на храма, започва стълбищно рамо, водещо до подземната крипта на великите магистри. Тя е разположена точно под главния олтар. Базиликалните прозорци на нефа имат елипсовидна форма с хоризонтална голяма ос.
Към сградата са пристроени допълнителни структури в продължение на първите две, перпендикулярни на кораба оси на катедралата откъм главния вход. Така заедно с главната фасада на храма се оформя редът на сключеното застрояване към улица „Свети Йоан“ и малкият квадратен площад в ос на главния вход. В югоизточната част към „Улицата на Търговците“ е разположен вътрешен двор. В него се намира гробница, където са погребани рицарите, загинали при Голямата обсада от 1565 г.
При формирането на екстериора, архитектът Касар прилага насечена-ортогонална стилистика, близка до изграждащите се по същото време във Валета фортове и отбранителни съоръжения. Схемата на главната фасада се състои от централна част с приблизително квадратна форма, визуално разчленена на две нива по височина, която е рамкирана симетрично от двете кули на камбанариите, издадени като ризалити пред основната равнина и надвишаващи я с още едно ниво.
Средната част допълнително е разчленена на три сегмента посредством дорийски пиластри. Образуваният централен вертикал, съдържащ и главния вход, завършва с малък фронтон в тимпана на който е монтиран бронзов барелеф на Христос, преместен тук през 1850 г. от друга по-малка църква. Върхът на фронтона е увенчан с характерния малтийски рицарски кръст. Двете тоскански колони на портика поддържат балкон с гръб от арковидно оформена ниша, от който е представян новоизбраният велик магистър. Точно под него и над портата са поставени три герба: на великия магистър Касиер – финансирал строежа на основната сграда; епископ Торес – осветил катедралата при нейното откриване, и третият е герб на религията.
Оригиналните островърхи шапки на двете кули са разрушени през Втората световна война. В средния квадрат на дясната камбанария са разположени три часовника. Централният от тях показва времето по часове и минути. Другите два показват съответно денят от седмицата и датата от месеца.
В контраст с изчистената фасада, интериорът е с богато разработена барокова визия. Стените са покрити с резбовани каменни фризове, флорални елементи, малтийски кръстове и гербове. Сводовете са изрисувани със сцени от живота на Свети Йоан Кръстител. Основен техен художник, както и на част от страничните капели и параклиса е италианецът от Калабрия – Матия Прети, който също е произведен в рицар, но не от хоспиталиерите. Декорациите при светилището и олтара са изработени от лапис лазули и други редки мрамори. Олтарната скулптурна група изобразява кръщението на Христос от Йоан Кръстител. Изработена е от италианеца Джузепе Мазуоли.
Основна характеристика на интериора е паважът на пода от цветни мраморни пана, представляващи надгробни плочи на погребаните тук близо 400 видни членове на Ордена на хоспиталиерите. Плочите са изпъстрени с хералдически символи, религиозни мотиви, военни и морски трофеи. Поставяни са от началото на XVII до края на XVIII век.

## Капелите

### Германия
Капелата на германския език е първата от лявата редица капели. Посветена е на Богоявление. В тази общност са включени не само рицари от Германия но също и от Австрия, Швеция, Норвегия, Дания и Холандия. Рисунките са дело на малтийския художник Стефано Еради и са датирани от втората половина на XVII век. Олтарната картина изобразява Поклонението на влъхвите.

### Италия
Капелата на италианския език е разположена също в лявата редица. Заема отделението в оста точно преди началото на района на главния олтар. Посветена е на Света Екатерина, която е покровител на италианските рицари. Олтарната картина е работа на Матия Прети и изобразява тайнственото бракосъчетание на Екатерина. В левия люнет е изобразен диспут между Екатерина и езически философи, а в десния – нейното мъченичество. Гробницата вдясно е посветена на великия магистър Грегорио Карафа, управлявал ордена в периода 1680 – 1690 г. Подът на капелата е покрит с характерните богато декорирани надгробни плочи на видни италиански рицари. Сред тях е Фра Иполито Маласпина – покровител на Караваджо. В капелата е бил поместен оригиналът на Караваджовата картина „Пишещият Свети Йероним“, дарена след смъртта на Маласпина, който е поръчител на платното. По-късно творбата е преместена в пристроения параклис, а в капелата е окачено нейно копие.

### Франция
Следваща в лявата редица е капелата на Франция. Разположена е странично на главния олтар. Посветена е на покръстването на апостол Павел. Олтарът изобразява сцена с повалянето на Свети Павел от коня му на път за Дамаск. Картината е дело отново на Матия Прети. Сцените в люнетите са дело на германския художник Лукас Килиан. На единия от тях е изобразено корабокрушението на апостол Павел край Малтийския архипелаг. В капелата са поместени гробниците на видни личности свързани с ордена. Сред тях е виконт Дьо Божоле, брат на френския крал Луи-Филип. Монументът е поръчан и заплатен от самия крал.

### Прованс
Също странично на главния олтар е разположена капелата на Прованс. Това е първата изградена капела в лявата редица, датирана е от 20-те години на XVII век. Посветена е на Архангел Михаил. Олтарът е репродукция от Матия Прети, изобразяваща Свети Архангел Михаил, както е изобразен в работа на известния художник Гуидо Рени. По протежение на страничната стена са разположени гробниците на двама велики магистри.

### Англия и Бавария
В края на лявата редица е поместена капела, която първоначално е назовавана Светилище на Светите Реликви. В края на XVIII век е преобразувана в капела на Англия и Бавария. Посветена е на Свети Карло Боромео, кардинал и архиепископ на Милано, известен реформатор на католическата вяра. Олтарът изобразява представянето на Боромео на Дева Мария.

### Кастилия, Леон и Португалия
Първа откъм главния портал в дясната редица е капелата на Кастилия, Леон и Португалия. Разположена е точно срещу тази на Германия. Посветена е на Свети Яков Алфеев, апостолът покровител на Испания. Олтарът изобразява Свети Яков, носещ на гърдите си раковина – атрибут на поклонниците, които посещават неговото светилище. В капелата са погребани двама велики магистри: португалският благородник Антонио Маноел ди Вилхена, управлявал в периода 1722 – 1736 г., и магистър Мануел Пинто да Фонсека, управлявал от 1741 до 1773 г.

### Арагон
В дясната редица, точно преди началото на главния олтар, се намира капелата на Арагон. Посветена е на Свети Георги, покровител на арагонските рицари. Олтарната картина е първата работа на Матия Прети в църквата. Изобразява Свети Георги, яздещ бял жребец, току-що пронизал дракона.

### Оверн
Последна от капелите на националностите в дясната редица е тази на Оверн. Разположена е странично на главния олтар, срещу капелата на Франция. Посветена е на Свети Севастиан. Олтарната картина изобразява мъченичеството на светеца, а страничните люнети са изпълнени със сцени от неговия живот.

### Капела на Светото Причастие
Освен осемте национални капели, в катедралата е изградена още една, наречена капелата на Светото Причастие. Разположена е в дясната редица, встрани от главния олтар. Тази капела е изключително важна за рицарите. Тук се е пазила иконата „Мадоната от Филермос“, която са смятали за чудотворна. Тя е притежание на ордена още от времето, когато рицарите пребивават в Йерусалим. Това е иконата, на която хоспиталиерите са се молили за победа преди битките, и в случай на такава, ключовете на завзетата крепост са се предлагали на Дева Мария. Тези ключове стоят в капелата. Сред тях са ключовете на замъците в Лепанто и Патра.
Когато Наполеон завладява архипелага през 1798 г. и принуждава рицарите да напуснат Малта, тогавашният велик магистър Фердинанд фон Хомпеш цу Болхайм взима иконата със себе си. По-късно тя е отнесена в Санкт Петербург, но след октомврийската революция е скрита в манастир, след което следите ѝ се губят за няколко години. В наши дни „Мадоната от Филермос“ е изложена в Музея за изящни изкуства в Черна Гора.

## Параклисът
В пристроена сграда, долепена до югоизточната фасада, като продължение на първите две оси на катедралата откъм главния вход е изградена залата на параклиса. Построен е в периода 1602 – 1605 година, като място за посвещаване на млади послушници. Управляващият тогава велик магистър Алоф дьо Винакур потърсил художник, който да разкраси все още скромно изглеждащата монашеска църква, а също и да бъде нарисувана картина върху която да медитират послушниците. Вследствие, параклисът се превръща в дом на най-голямото по размер (361 х 520 см) произведение на Караваджо – „Обезглавяването на Свети Йоан Кръстител“ (1608), която е единствената му подписана творба. Тук е изложен и оригиналът на друг шедьовър на художника – „Пишещият Свети Йероним“ (1607 – 1608), преместен от италианската капела.
Първоначално залата е с правилна правоъгълна форма, както в разрез, така и по височина. Това е променено през осемдесетте години на XVII век от Матия Прети, на когото е възложена предекорацията, включително инсталирането на красивия олтар, поръчан от великия магистър Карафа. Поставени са позлатени фризове по свода и арката на апсидата. Изграден е дървен софит (окачен таван) във венециански стил с изрисувани три сцени от Страстите Христови. В залата е монтиран стар орган, датиращ от XVI век, който е реставриран през първото десетилетие на новото хилядолетие.

## Криптата
Под главния олтар на катедралата се намира подземна зала наречена Крипта на великите магистри. Изградена е още по време на строителството на църквата през XVI век. В криптата се намират тленните останки на дванадесет рицари на ордена. Единадесет от тях са първите велики магистри от малтийския период, които водят ордена от 1522 до 1623 година. Сред тях са Филип Вилиер дьо л'Исл-Адам (1522 – 1534), който довежда ордена в Малта през 1530 година и Жан дьо ла Валет, героят от Голямата обсада, с основна заслуга за построяването на столицата Валета, носеща неговото име. Тук са положени и останките на великия магистър Жан дьо ла Касиер, който възлага построяването на храма. Единственият погребан в криптата, който не е бил магистър е рицарят с британски произход Оливър Старки.

## Катедрален музей
В различни зали от пристройките към катедралата са поместени безценни колекции от произведения на изкуството и реликви, събирани като дарения за храма от малтийските рицари.
Една от колекциите съдържа уникални религиозни одежди, предназначени за използване при специални официални церемонии. Изработени са от коприна и сатен, изпъстрени с богати бродерии, често третирани със злато и сребро. Цветовете на всеки комплект одежди са внимателно подбирани, съобразно църковния календар за придаване на допълнителен символизъм на литургиите.
Друга забележителна колекция е съставена от огромни фламандски гоблени. Броят им е 29 и са поръчани в брюкселското ателие на Юдекос де Вос за сумата от 40 000 скуди. Изобразените по тях алегории са базирани на рисунки по същата тематика от Рубенс. Гоблените са дарение от арагонския велик магистър Рамон Перелос и Рокафул, издигнат на длъжността през 1697 г. Поръчката е доставена в Малта през 1701 г.
Следва колекция от ръчно изписани и богато украсени хорови книги. Съставена е от три комплекта съответно с по десет, седем и две книги от XVI век. Комплектите са дарени от великите магистри Филип дьо л'Исл-Адам, Юг Лубен дю Вердал и Антоан дю Пол.
Един от основните експонати на музея е дарохранителницата, изработена да съхранява най-важната реликва на рицарите – мумифицираната ръка на патрона на ордена Йоан Кръстител. Поръчана е от великия магистър Карафа, чийто герб е поставен върху нея. Изработена е от бронз със сребърни орнаменти. Отлята е в Рим от Чиро Фери, известен скулптор повлиян от стила на водещия бароков майстор Бернини. В комплекта е имало и златна мощехранителница, инкрустирана със скъпоценни камъни, която е отнесена при нахлуването на Наполеон на острова. Самата реликва – мумифицираната ръка е отнесена от последния малтийски велик магистър при напускането на Малта през 1798 година.